# بوني نورتن
بوني نورتن هي أكاديمية كندية، ولدت في 1956 في جوهانسبرغ في جنوب أفريقيا.

## وصلات خارجية
- الموقع الرسمي